# Peter Stephen Du Ponceau
Peter Stephen Du Ponceau (sinh là Pierre-Étienne du Ponceau, 3 tháng 6 năm 1760 – 1 tháng 4 năm 1844) là một nhà ngôn ngữ học, nhà triết học, nhà luật học người Mỹ gốc Pháp. Sau khi di cư đến các thuộc địa vào năm 1777, ông đi lính trong Chiến tranh Cách mạng Mỹ. Sau đó, ông định cư tại Philadelphia, nơi đó ông sống những năm còn lại của đời mình. Ông đã đóng góp đáng kể vào công trình nghiên cứu về ngôn ngữ bản địa của châu Mỹ, cũng như nâng cao hiểu biết về Hán ngữ văn viết.

## Đầu đời
Niềm ham mê ngôn ngữ của Du Ponceau bắt đầu từ khi ông lên sáu. Ông theo học tại một học xá dòng Benedict cho đến khi đột ngột kết thúc nghiệp học của mình, chỉ sau 18 tháng, vì không hài lòng với triết lý học vấn được dạy ở đó. Khi 17 tuổi, ông di cư đến Mỹ vào năm 1777 cùng với Nam tước von Steuben lớn hơn ông 30 tuổi.

## Quân dịch
Du Ponceau đi quân dịch và làm thư ký cho Steuben trong Quân lục địa trong thời Cách mạng Mỹ. Sau chiến tranh, ông định cư tại Philadelphia, ở đó nơi ông dành phần đời còn lại của mình. Trong số những người quen của ông có nhiều nhân vật quan trọng của Cách mạng Mỹ, bao gồm Alexander Hamilton, John Laurens, Lafayette và James Monroe.

## Công trình trong triết học và ngôn ngữ học
Du Ponceau gia nhập Hiệp hội triết học Hoa Kỳ vào năm 1791 và đảm chức phó chủ tịch của hội từ năm 1816 cho đến khi ông trở thành chủ tịch vào năm 1828, một vị trí mà ông giữ cho đến khi qua đời. Ông trở nên có tiếng trong giới ngôn ngữ học nhờ phân tích của mình về các ngôn ngữ bản địa châu Mỹ. Là một thành viên của Ủy ban Lịch sử và Văn học của hiệp hội, ông đã giúp xây dựng nên một bộ sách mô tả và ghi lại các ngôn ngữ bản địa. Cuốn sách của ông về hệ thống ngữ pháp của họ (Mémoire sur le système grammatical des langues de quelques nations indiennes de l'Amérique du Nord) đã giành được Giải thưởng Volney của Viện Pháp quốc vào năm 1835.
Năm 1816, ông được bầu làm thành viên của Hiệp hội cổ vật Hoa Kỳ, rồi vào năm 1820, ông được bầu làm Viện sĩ của Viện Hàn lâm Khoa học và Nghệ thuật Hoa Kỳ.
Du Ponceau cũng làm việc về các ngôn ngữ châu Á và là một trong những nhà ngôn ngữ học phương Tây đầu tiên bác bỏ việc mặc nhiên phân loại văn tự Hán ngữ vào hệ chữ biểu ý, ông cũng bác bỏ quan điểm rằng chữ Hán có thể làm văn tự phổ quát. Du Ponceau phát biểu các ý tóm gọn như sau:
1. Hệ chữ viết Hán ngữ không phải là hệ chữ ghi ý (ideographic) như người ta vẫn tưởng; chữ của nó không hề đại diện cho ý (idea), mà là cho từ (word), và vì vậy phải gọi nó là chữ ghi từ (lexigraphic).
2. Văn tự biểu ý là sản phẩm trong trí tưởng tượng, không thể nào tồn tại được, nếu có thì là cho những mục đích rất hạn chế và không làm cho nó mang cái tên "biểu ý" vậy được.
3. Trong cõi người với khiếu nói năng trời phú, tất cả văn tự đều phải là đại diện trực tiếp của ngôn ngữ nói, và không thể nào bày tỏ ý tưởng cho tâm trí sao cho tách rời khỏi nó được cả.
4. Mọi văn tự mà chúng ta biết đến giờ đều thể hiện ngôn ngữ ở mấy yếu tố của nó là từ, âm tiết, và âm tố. Cái đầu tiên thì là văn tự ghi từ, cái thứ hai thì là văn tự ghi âm tiết, và ở cái thứ ba thì là văn tự ghi âm tố.
5. Hệ chữ ghi từ của Hán ngữ không thể áp dụng cho ngôn ngữ đa âm tiết – có biến tố và có hình thái ngữ pháp – được; trừ phi chỉ áp dụng một phần hoặc đôi chút; không thể dùng làm hệ văn tự phổ quát cho cách sử dụng phổ thông.
6. Hệ chữ này có thể áp dụng được cho ngôn ngữ đơn âm tiết, tạo lập dựa trên mô hình Hán ngữ; nhưng tất yếu sẽ phải có cải biên và thay đổi, tức là sẽ tạo ra khác biệt văn liệu giữa các ngôn ngữ, cho dù có tương đồng về cấu trúc gốc đi nữa.
7. Những quốc gia có ngôn ngữ đa âm tiết như Nhật Bản hay Lưu Cầu thì không có khả năng hiểu được kinh sách Hán ngữ, trừ phi người dân mấy nước đó đã học Hán ngữ; còn những quốc gia có ngôn ngữ đơn âm tiết và có sử dụng chữ Hán làm văn tự ghi từ thì có thể hiểu đôi chút Hán văn mà không cần phải học ngôn ngữ đó, nhưng chỉ đến chừng mực nhất định nào đó thôi.[6]

Ông có lấy ví dụ về tiếng Việt, hồi đó được người Tây gọi là "Cochinchinese" và dùng chữ Nôm, một dạng cải biên từ chữ Hán. Ông cho thấy tiếng Việt dùng chữ Hán để biểu âm chứ không phải biểu nghĩa. Một trăm năm sau, lý thuyết của ông vẫn là một nguồn gây tranh cãi.

## Qua đời
Ông mất ngày 1 tháng 4 năm 1844 tại Philadelphia, Pennsylvania và được mai táng tại Nghĩa trang Mount Vernon.